# Халилеев, Михаил Иокимович
Михаи́л Иоки́мович (согласно некоторым источникам Иоаки́мович) Халиле́ев (26 августа 1906, Воскресенское — 25 января 1969, Москва) — российский фаготист, солист оркестра Большого театра и государственного симфонического оркестра СССР, артист оркестра Ленинградского малого театра оперы и балета, заслуженный артист РСФСР (1959).

## Биография
В 1926 году окончил Смоленский музыкальный техникум. Затем он продолжил обучение в Ленинградской консерватории и закончил её в 1934 году по классу Александра Васильева. С 1926 по 1934 год он играл в оркестрах Оперной студии Ленинградской консерватории и театра юного зрителя, а с 1930 по 1934 год — в оркестре Ленинградского малого театра оперы и балета. После окончания консерватории Халилеев переехал в Москву. С 1934 по 1969 год он был солистом оркестра Большого театра, а с 1937 по 1941 — государственного симфонического оркестра СССР. В 1951 году награждён орденом «Знак Почёта». 15 сентября 1959 года Михаилу Халилееву было присвоено звание заслуженный артист РСФСР.